# Matxino (assentament rural de Beriózovka)
Matxino (en rus: Мачино) és un poble del krai de Perm, a Rússia, que pertany a l'assentament rural de Beriózovka. El 2010 tenia 88 habitants.